# Portal corporatiu
Un Portal d'Informació Corporativa (o EIP de les sigles en anglès Enterprise Information Portal) és un espai on integrar la informació, les persones i els processos de l'organització d'una forma similar als portals web genèrics. Els portals corporatius proporcionen un accés segur i únic, normalment en forma de pàgina web, i estan dissenyats per ajuntar i personalitzar la informació a través de portlets.
Un dels objectius principals d'aquests portals és la gestió de continguts de forma descentralitzada, el qual afavoreix que la informació sempre estigui actualitzada.

## Antecedents
El concepte de PIC és introduït per primera vegada per dos analistes (Christopher C. Shilakes i Julie Tylman, 1998)1. Aquesta necessitat de posar-li un nom va sorgir al moment que els fabricants van començar a treure variants dels PIC amb el seu propi nom, per atreure els compradors com si es tractés d'alguna cosa exclusiva. Alguns ho feien amb les mateixes sigles PIC, uns altres nomenant-los portal de negoci, portal corporatiu o portal empresarial.
Shilakes i Tylman van definir, ja en 1998, que "Els PIC són aplicacions que permeten a les empreses distribuir interna i externament informació, i proporcionar als usuaris un únic punt de consulta personalitzat que faciliti les decisions de negoci".

## Característiques
Segons Shilakes i Tylman, les principals característiques que havia de tenir un PIC en 1998 eren:
- Utilitzar tecnologies de "pull" and "push" per transmetre informació cap als usuaris a través d'un portal web estandarditzat.
- Proporcionar "interacció" per poder compartir informació amb l'usuari.
- Mostrar les tendències a través de la "verticalización" en l'aplicació.
- Incorporar diferents aplicacions, tals com la gestió de continguts, business intelligence, data warehouse, data management i altres fonts de dades externes, en una única aplicació, que pugui "compartir, administrar i mantenir informació des d'un únic punt". Els PIC han d'accedir a dades internes i externs, afavorir l'intercanvi de dades bidireccional entre totes les fonts.

En contraposició a les tesis de Shilakes i Tylman, Gerry Murray de IDC (1999) estableix que un portal és una mica més que un punt de trobada. Segons Murray "els portals que se centrin només en contingut no són adequats per al mercat corporatiu". Els portals corporatius no només han de connectar-nos amb tot el que necessitem, sinó també amb tots aquells necessaris, i proporcionar totes les eines necessàries per poder treballar conjuntament.

## Beneficis
Encara que estan àmpliament justificats els beneficis dels portals corporatius, no és fàcil identificar la tornada de la inversió, especialment perquè la majoria dels beneficis són intangibles. És essencial entendre com els portals d'empleat aporten valor a l'empresa.
Els professors David Mendes, Jorge Gomes and Mário Romão2 van realitzar el 2017 un estudi, en una de les majors empreses privades de Portugal, per avaluar l'impacte del portal corporatiu en la satisfacció dels empleats.
En les enquestes anuals de satisfacció de l'empleat, van constatar que a mesura que s'afegies més funcionalitats al portal corporatiu, major era la satisfacció de l'empleat.
Mendes, Gomes & Romão van centrar les seves conclusions en 4 grans temes o indicadors:
- Cultura corporativa: s'incrementen les valoracions de tots els indicadors que fan referència a aquest tema.
- Alineament: es reforça la idea que el portal d'empleat ajuda a alinear el missatge entre la comunicació interna i l'estratègia corporativa.
- Treball en equip: les entrevistes reconeixen que tant el compromís com el suport de l'alta adreça són aspectes essencials per promocionar la col·laboració i, per tant, la comunicació amb els empleats és de gran rellevància.
- Innovació: un dels indicadors que més va créixer va ser "l'empresa inverteix a desenvolupar productes i serveis innovadors".

Queda corroborat que els PIC són una eina estratègica per fomentar la cultura d'empresa, i l'alineació a través de fluxos d'informació i comunicació i el treball en equip a través de funcionalitats col·laboratives.
Podem confirmar que els processos i pràctiques de comunicació són essencials per a la implementació de la cultura corporativa, l'alineació i el treball en equip, i que la cultura corporativa és molt important per crear alineació i promoure la col·laboració, compartir coneixement i innovació i treball en equip, que tots poden ajudar a reforçar la cultura corporativa. Aquestes troballes ens permeten concloure que encara que "promoure la cultura corporativa" i l'"alineació de la companyia" no es troben entre els resultats esperats amb més freqüència dels gerents o els impulsors del negoci per a les implementacions del Portal d'Empleats, deu considerar-se fermament.

## Característiques
Un portal corporatiu té dues funcions principals: integració i presentació: ha de ser capaç d'accedir a la informació des de múltiples i variades fonts, i manipular aquesta informació a través del portal.
Altres característiques importants són:
- Single sing-on: permet a l'usuari identificar-se una sola vegada per accedir a diferents sistemes.
- Integració: la connexió de funcions i dades des de múltiples sistemes cap a portlets amb un navegador integrat entre aquests components.
- Federació: integració de contingut proporcionat per altres portals.
- Customización: els usuaris poden personalitzar el disseny del portal, i escollir el seu propi contingut a mostrar.
- Personalització: s'utilitzen regles per enllaçar contingut d'interès per a l'usuari, sobre la base del seu perfil. Normalment la customització es deixa en mans de l'usuari, i la personalització es fa sobretot sobre la base del seu rol de treball.
- Control d'accés: l'habilitat per limitar certs tipus de contingut i serveis que l'usuari pot accedir.
- Cercador corporatiu.
- Analítica: monitoritza l'ús i comportament de l'empleat als portals (navegació, clics, descàrregues, etc.) per després generar informes

## Aplicacions comunes
- Content Management System
- Document Management System
- Collaboration Programari
- Business process management systems
- Customer Relationship Management
- Business Intelligence
- Intranet
- Wiki
- Blog
- RSS
- Knowledge Management System